# Джамейка (бухта)
Джамейка (англ. Jamaica Bay) — лагуна в юго-западной оконечности острова Лонг-Айленд в черте города Нью-Йорк (районы Бруклин и Куинс).
С востока к бухте также примыкает территория округа Нассау штата Нью-Йорк. Джамейка-Бей отделена от Атлантического океана полуостровом Рокавей. Пролив Рокавей-Инлет (пролив Рокавей) соединяет бухту с Нижним Нью-Йоркским заливом (Лоуэр-Бей). В начале XX века бухта имела название Травянистая бухта (Grassy Bay). Современное название происходит от индейского «Yameco». Территория бухты Джамейка с 1972 года является частью заповедника Gateway National Recreation Area.

## Описание
Бухта Джамейка представляет собой мелководную, местами сильно заболоченную лагуну площадью 101 квадратный километр. Средняя глубина составляет 4 метра. Солёность воды в различных местах составляет от 20,5 до 26 грамм соли на 1 килограмм воды. Среднегодовая температура колеблется в диапазоне от + 1 до 26 °C. Приливы полусуточные со средним подъёмом уровня воды 1,5 метра. Бухта соединена с Атлантическим океаном проливом, ширина которого в самом узком месте составляет 970 метров. В акватории бухты более двух десятков мелких и крупных островов, представляющих собой песчаные дюны, поросшие кустарником, с редкими солоноватыми источниками воды. Берега бухты песчаные. Северо-западное побережье занимает лесопарковая зона Бруклина. С северо-востока и юга к бухте примыкают жилые и промышленные объекты Куинса, в том числе международный аэропорт имени Джона Кеннеди.
Расположение Джамейка-Бей на путях миграции перелётных птиц и обилие пищевых ресурсов делают бухту привлекательной для большого количества пернатых. Отливы в среднем обнажают около 1,4 квадратных километра илистых отмелей, богатых различными беспозвоночными и морскими водорослями. В экосистеме бухты обитают 330 видов живых организмов, в том числе 120 видов птиц и 48 видов рыб. На песчаных пляжах Джамейка-Бей откладывают яйца бугорчатые черепахи и мечехвосты. Флора бухты представлена преимущественно злаками рода Spartina (Spartina alterniflora и Spartina patens). На островах бухты произрастают Схизахириум метельчатый (Schizachyrium scoparium), просо (Panicum virgatum), золотарник (Solidago sempivirens). Кустарники представлены пенсильванской восковницей (Myrica pensylvanica), морской сливой (Prunus maritima), несколькими видами сумаха (Rhus), в том числе ядовитым плющом (Toxicodendron radicans). По берегам бухты Джамейка раскинулись прекрасные парки, в которых растут каркас западный (Celtis occidentalis), черёмуха поздняя (Prunus serotina), айлант высочайший (Ailanthus altissima), а также различные виды деревьев рода ива.

## Экология
Мероприятия по защите окружающей среды, осуществляемые Службой национальных парков США и Нью-йоркским Департаментом по охране окружающей среды в заповеднике Gateway National Recreation Area, значительно улучшили экологическую обстановку в бухте Джамейка. Однако ряд проблем всё же сохраняется. Одним из факторов загрязнения по-прежнему остаётся соседство с аэропортом имени Джона Кеннеди. Другой немаловажной проблемой является ежегодное сокращение площади заболоченных участков бухты. Причина этого явления точно до сих пор не установлена. Часть экологов связывает это с общим подъёмом уровня океана. Но большинство специалистов придерживаются мнения, что это связано с повышенным выбросом азота действующими в зоне бухты очистными сооружениями.